# Ходжа Насреддин
Ходжа́ Насредди́н — фольклорный персонаж мусульманского Востока и некоторых народов Средиземноморья и Балкан, герой коротких юмористических и сатирических миниатюр и анекдотов, а иногда и бытовых сказок. Нередки утверждения о его существовании в реальной жизни и даже археологические свидетельства в конкретных местах (например, надгробие в городе Акшехир, Турция). В настоящий момент не существует подтверждённых сведений или серьёзных оснований говорить о конкретной дате или месте рождения Насреддина, поэтому вопрос о реальности существования данного персонажа остаётся открытым.
В 2022 году традиция пересказа анекдотов о Ходже Насреддине была внесена от Ирана, Азербайджана, Казахстана, Кыргызстана, Таджикистана, Туркменистана, Турции и Узбекистана в репрезентативный список нематериального культурного наследия человечества.

## Литературный образ
На территории мусульманской Центральной Азии и Ближнего Востока, в арабской, персидской, турецкой, среднеазиатской и китайской литературе, а также в литературе народов Кавказа и Балкан существует множество популярных анекдотов и коротких историй о Ходже Насреддине. Самое полное их собрание на русском языке содержит 1238 историй.
Литературный персонаж Насреддина эклектичен и сочетает в себе синкретический образ мудреца и простака одновременно. Этот явно перенесённый из нескольких фольклорных персонажей внутренне противоречивый образ антигероя, бродяги, вольнодумца, бунтаря, глупца, юродивого, хитреца, плута и даже философа-циника, тонкого учёного-богослова и суфия высмеивает людские пороки, скупцов, ханжей, лицемеров, судей-взяточников и мулл. Часто оказываясь на грани нарушения общепринятых норм и понятий о приличии, его герой тем не менее неизменно находит неординарный выход из положения.
Основная черта литературного героя Насреддина — выходить из любой ситуации победителем с помощью слова. Насреддин-эфенди, виртуозно владея словом, нейтрализует любое своё поражение. Частые приёмы Ходжи — притворное невежество и логика абсурда.
Неотъемлемой частью образа Насреддина стал ослик, который появляется во многих притчах либо как главный герой, либо как спутник Ходжи.
Как триста лет назад, так и в наши дни анекдоты о Насреддине пользуются очень большой популярностью среди детей и взрослых во многих азиатских странах.

### Авторская обработка
В 1894 году сербский народный писатель-беллетрист Стеван Сремац опубликовал собственное переложение турецких анекдотов о Ходже.
Русскоязычному читателю более известна дилогия Леонида Соловьёва «Повесть о Ходже Насреддине», состоящая из двух романов: «Возмутитель спокойствия» и «Очарованный принц». Эта книга переведена на десятки языков мира.
Не столь знаменита, но по-своему не менее замечательна повесть Бориса Привалова «Весёлый мудрец».
Во многих театрах поставлена пьеса Шапи Казиева «Золотой осёл Насреддина».
В Азербайджане именем Насреддина был назван сатирический журнал «Молла Насреддин», который издавал Джалил Мамедкулизаде.

## Типология
Аналогичные персонажи у других народов:
- Хитрый Пётр — у южных славян (так, в Болгарии встречаются истории, в которых одновременно присутствуют сразу два персонажа, соревнующиеся друг с другом, наиболее часто — Ходжа Насреддин и Хитрый Пётр, что связано с турецким игом в Болгарии);
- Бесена-гаджи — у аварцев;
- Джоха — у арабов;
- Пыл-Пуги — у армян;
- Гершеле Острополер (Хершеле из Острополя) — у евреев-ашкеназов;
- Нестерка — у белорусов;
- Хитрый Будамшу — у бурят;
- Алдар Косе — у казахов (наряду с самим Насреддином, который именуется Кожанасыром[6]);
- Омирбек — у каракалпаков (также встречается в эпосе казахов, особенно южных, ввиду родства языков и культур);
- Апенди — у киргизов;
- Ахмет-акай — у крымских татар;
- Пэкалэ и Тындалэ — у румын и молдаван;
- Мушфики — у таджиков;
- Эпенди — у туркмен;
- Цаген — у ингушей;
- Лопшо Педунь — у удмуртов;
- Саляй Чаккан и Молла Зайдин — у уйгуров;
- Тиль Уленшпигель — у фламандцев и немцев;
- Коса маткуара — безбородый обманщик — у грузин.

В некоторой степени Ходже Насреддину также соответствуют Иван-дурак в русском, Барон Мюнхгаузен во франко-германском и Казак Мамай в украинском фольклоре.

## История
Несколько исследователей датируют появление анекдотов о Ходже Насреддине XIII веком. Если принять, что этот персонаж существовал в действительности, то жил он в том же XIII веке.
Крупный российский тюрколог академик В. А. Гордлевский полагал, что образ Насреддина вышел из анекдотов, созданных у арабов вокруг имени Джухи и перешёл к сельджукам, а позднее к туркам как его продление.
Другие исследователи склоняются к тому, что оба образа[уточнить] имеют лишь типологическое сходство, объясняемое тем, что почти у каждого народа в фольклоре имеется популярный герой-острослов, наделяемый самыми противоречивыми свойствами.
Первые анекдоты о Ходже Насреддине были записаны в Турции в «Салтукнамэ» (Saltukname), книге, датируемой 1480 годом, и чуть позднее в XVI веке писателем и поэтом «Джами Рума» Ламии (ум. 1531 г.).
Позднее было написано несколько романов и повестей о Ходже Насреддине («Насреддин и его жена» П. Миллина, «Чётки из черешневых косточек» Гафура Гуляма и др.).
В России анекдоты о Ходже впервые появились в XVIII веке, когда Дмитрий Кантемир, молдавский господарь, бежавший к Петру I, издал свою «Историю Турции» с тремя «историческими» анекдотами о Насреддине.
В 2020 году была подана заявка на включение в список ЮНЕСКО традиции пересказа притчей о Ходже Насреддине как общего объекта Азербайджана, Казахстана, Кыргызстана, Таджикистана, Туркменистана, Турции и Узбекистана. В 2022 году, на заседании Межправительственного комитета ЮНЕСКО по сохранению нематериального культурного наследия, проходящем с 28 ноября по 3 декабря в Рабате, традиция пересказа анекдотов о Ходжа Насреддине была внесена в репрезентативный список нематериального культурного наследия человечества.

## Надгробие
Наиболее разработанным и по оценкам некоторых[каких?] исследователей, классическим и оригинальным является образ Ходжи Насреддина, существующий и поныне в Турции. Здесь традиционно принято считать, что Насреддин Ходжа родился в 605 году Хиджры (1208 году) в селении Насреттинходжа близ города Эскишехир, а умер в 683 году Хиджры (1284 году) в городе Акшехир. По найденным документам в то время там действительно жил некий Насреддин. Его отцом был имам Абдулла. Насреддин получил образование в городе Конья, работал в Кастамону и умер в 1284 году в Акшехире, где по сей день сохранилась его могила и мавзолей (Hoca Nasreddin türbesi). На надгробии имеется скорее всего ошибочная дата: 386 год Хиджры (то есть 993 год н. э.). Возможно, неверна она, потому что сельджуки появились здесь только во второй половине XI века. Высказываются предположения, что у великого шутника и могила «непростая», а следовательно дату нужно читать задом наперёд.
Другие исследователи оспаривают эти даты. К. С. Давлетов относит зарождение образа Насреддина к VIII—XI векам.
Л. В. Соловьёв в книге «Возмутитель спокойствия» утверждает, что «восемь гробниц в разных частях света носят его славное имя», а надгробие в Акшехире комментирует так:

Впрочем, некоторые говорят, что под этим надгробием никто не лежит, что лукавый Ходжа Насреддин нарочно поставил его и, распустив повсюду слухи о своей смерти, отправился дальше бродить по свету. Так ли было это, или не так?.. Не будем строить бесплодных догадок; скажем только, что от Ходжи Насреддина можно всего ожидать!

Существует также ряд других гипотез.

## Имя
В русской традиции самое распространённое имя — Ходжа Насреддин. Другие варианты: Насреддин-эфенди, молла Насреддин, Насреддин Афанди (Эфенди, Эпенди), Дивона Насреддин, Анастратин, Несарт, Насыр, Наср ад-дин.
В восточных языках существует несколько различных вариантов имени Насреддина, все они сводятся к трём главным:
- Ходжа Насреддин (с вариациями написания имени «Насреддин»),
- Мулла (Молла) Насреддин,
- Афанди (эфенди или эпенди) (Средняя Азия — в особенности у киргизов, таджиков, туркмен, узбеков и уйгуров).

Персидское слово «ходжа» (перс. خواجه khâje — хозяин) существует почти во всех тюркских и арабском языках. Вначале оно использовалось как название рода потомков исламских суфийских миссионеров в Средней Азии, представителей сословия «белой кости» (тюрк. «ак суюк»). Со временем «ходжа» стало почётным титулом, в особенности так стали называть исламских духовных наставников османских принцев или учителей арабской грамоты в мектебе, а также благородных мужей, купцов или евнухов в правящих семействах.
Арабское мусульманское личное имя Насреддин (араб. نصرالدين, Naṣr ad-Dīn) переводится как «победа веры».
Мулла (молла) (араб. المُلَّا аль-муллаа, mawlá/; перс. ملّا, тур. molla) имеет несколько значений. У шиитов мулла — лидер религиозной общины, теолог, специалист в толковании вопросов веры и права (у суннитов эти функции выполняет улема). В остальном исламском мире в более общем значении, как уважительный титул, может иметь значения: «учитель», «помощник», «владелец», «защитник».
Эфенди (афанди, эпенди) (араб. أفندي Afandī; перс. آفندی от древнегреч. αὐθέντης «тот, кто может (в суде) защищать себя сам») — почётный титул благородных особ, вежливое обращение, со значениями «хозяин», «уважаемый», «господин». Обычно следовало за именем и давалось преимущественно представителям учёных профессий.
У разных народов его имя звучало как:
- абхазское: Хәаџьа Шьардын,
- аварское: Малла Насрудин,
- адыгейское: Хъожэ Нэсрудин
- азербайджанское: Molla Nəsrəddin,
- арабское: جحا Juḥā,
- албанское: Nastradin Hoxha или Nastradini,
- башкирское: Хужа Нәсретдин,
- болгарское: Настрадин Ходжа,
- боснийское: Nasruddin Hodža,
- греческое: Ναστραντίν Χότζας,
- даргинское: Малла Насрадин[13]</ref>,
- ингушское: Цаген[14],
- итальянское: Giufà или Giucà,
- кабардино-черкесское: Хъуэжэ Нэсрудин
- казахское: Қожанасыр, Әпенді,
- карачаево-балкарское: Насра Ходжа,
- киргизское: Апенди,
- китайское: 阿凡提 (пиньинь Āfántí) и 阿方提 (пиньинь Āfāngtí),
- кумыкское: Молла Насюрттюнь,
- курдское: Mella Nasredîn,
- лезгинское: Молла Насретдин,
- македонское: Насредин Оџа,
- румынское: Nastratin Hogea,
- персидское: ملا نصرالدین Nasridin,
- таджикское: Хоҷа Насриддин, Афандӣ,
- татарское: Хуҗа Насретдин,
- турецкое: Nasreddin Hoca,
- туркменское: Ependi,
- узбекское: Xo‘ja Nasriddin, Nasriddin Afandi или, часто, Afandi,
- уйгурское: نەسىرىدىن ئەپەندى, Нәсирдин Әпәнди или Nesirdin Ependi,
- чеченское: Молла Несарт[15].

## Притчи
Анекдоты Ходжи Насреддина — это маленькие сценки (анекдоты), которые остро высмеивают и обличают пороки людей — как бедных, так и богатых. В них затрагиваются проблемы разных слоёв населения, но особенно достается Тимуру. Имя этого завоевателя встречается в некоторых анекдотах. Хромой Теймур-Теймир, Тимур, Тимур-Ленг, Ленг-Темир — всё это наименования одного и того же лица — Тамерлана. Определённая часть изданных анекдотов и тех, которые хранятся в архивах, связана с именем Тимура. Часть анекдотов, связанных с именем Тимура, имеет варианты на знаменитые восточные сюжеты, или же в основу их положены различные события, происходившие между другими властителями и историческими лицами. Эти анекдоты впоследствии стали достоянием народа. Существует целый ряд рассказов о том, как Ходжа был послан к Тимуру во главе послов. В одном из них говорится, что Ходжа с первой встречи понравился Тимуру и был оставлен при дворе.
Известнейший пример анекдота приведён в книге Л. В. Соловьёва «Возмутитель спокойствия» и в снятом по книге фильме «Насреддин в Бухаре».

Насреддин рассказывает, что как-то раз поспорил с эмиром бухарским, что научит своего ишака богословию так, что ишак будет знать его не хуже самого эмира. На это нужен кошелёк золота и двадцать лет времени. Если он не выполнит условия спора — голова с плеч. Насреддин не боится неминуемой казни: — «Ведь за двадцать лет, — говорит он, — кто-нибудь из нас троих обязательно умрёт — или эмир, или ишак, или я. А тогда поди разбирайся, кто лучше знал богословие!»

## Память
11 апреля 2018 года в честь Ходжи Насреддина Международный астрономический союз присвоил кратеру на Хароне имя Nasreddin.

### Памятники
- Узбекистан, г. Бухара, ул. Н. Хусаинова, дом 7 (в составе архитектурного ансамбля Ляби-Хауз).
- Россия, г. Москва, ул. Ярцевская, дом 25а (рядом с м. Молодёжная) — открыт 1 апреля 2006 года, скульптор Андрей Орлов.
- Россия, дер. Высоково, городской округ Мытищи, Московская область — ул. Центральная, дом 31 (рядом с чайханой ЛябиХауз).
- Турция, обл. Сиврихисар, с. Хорту[18].
- Казахстан, г. Усть-Каменогорск, Парк культуры и отдыха.
- Украина, г. Харьков, ул. Динамовская, 12. Открыт в 2013 году, скульптор Катиб Мамедов[19].

## Фильмы
- 1943 — «Насреддин в Бухаре» (Лев Свердлин)
- 1946 — «Похождения Насреддина» (Раззак Хамраев)
- 1959 — «Насреддин в Ходженте, или Очарованный принц» (Гурген Тонунц)
- 1967 — «12 могил Ходжи Насреддина» (Башир Сафар-оглы)
- 1975 — «Вкус халвы» (Рифат Мусин)
- 1977 — «Первая любовь Насреддина» (Сократ Абдукадыров)
- 1982 — «Гляди веселей» (Марат Арипов)
- 1989 — «Возвращение Ходжи Насреддина» (Рамаз Чхиквадзе)
- 2004 — «Ходжа Насреддин и Азраил» (Раджаб Адашев)

Мультфильмы
- 1977 — «Ходжа Насреддин»
- 1977 — «Обманутые обманщики»

- 1970—1980 — «История Афанти» (КНР)
- 1982—1983 — «Ходжа Насреддин»
- 2006 — «Ходжа Насреддин: Игра начинается» (мультфильм)
- 2025 - Ходжа Насреддин (мультфильм)

## Театр
- «Ходжа Насреддин — возмутитель спокойствия» (радиоспектакль)
- Пьеса Шапи Казиева «Золотой осел Насреддина»
- У башкирского композитора Лейлы Исмагиловой есть балет «Ходжа Насреддин» (1998)
- Кукольный спектакль «Ходжа Насреддин», реж. Тимур Бекмамбетов, Театр наций (2020)[20]
- Музыкальный спектакль «Далеко-далеко на Востоке» в «Театре Терезы Дуровой», режиссер Тереза Дурова (2024).